# Paradidyma aristalis
Paradidyma aristalis är en tvåvingeart som beskrevs av Henry J. Reinhard 1934. Paradidyma aristalis ingår i släktet Paradidyma och familjen parasitflugor.
Artens utbredningsområde är Arizona. Inga underarter finns listade i Catalogue of Life.